# Symfonie nr. 1 (Rasmussen)
Sunleif Rasmussen componeerde zijn Symfonie nr. 1 Oceanic Days gedurende een periode van drie jaar. Het is niet alleen zijn eerste, maar ook een van de eerste symfonieën gecomponeerd door een componist van (de) Faeröer.

De bijtitel is afkomstig van een titel van een gedicht van William Heinesen, eveneens van de Faeröer: Det er endnu en af disse Oceaniske dage (Engels: It's again one of these Oceanic Days). Dit gedicht is een metafoor voor het leven zelf, waarbij de mens geen invloed op het groter geheel lijkt te hebben. Alles gebeurt per toeval.

## Compositie
Dit gegeven staat echter lijnrecht tegenover het muzikale model van een symfonie. Zeker in vroeger tijd was daar een strak schema voor, dat in de klassieke muziek uit de 20e eeuw weliswaar grotendeels werd losgelaten, maar nog steeds als basis gehanteerd wordt, ook door componisten van moderne(re) muziek. Het is dan ook niet verwonderlijk dat Rasmussen er een lange tijd voor uitgetrokken heeft een symfonie op te leveren. De symfonie bestaat uit drie delen:
1. Tranquillo
2. Largo
3. Cantabile

Delen (1) en (2) bevatten veel solopassages (golven heen en weer tussen solo- en orkestfragmenten); deel (3) geeft meer het orkest als geheel te horen. Van ontwikkeling van thema’s is geen sprake. Korte fragmenten dienen zich aan, geven een crescendo, maar zijn net zo snel verdwenen; het lijken golven die ontstaan, ontwikkelen en oplossen. Deel (2) geeft een rustige oceaan weer, met pianissimo fragmenten; een dreiging van onverwachts geweld zit in de muziek verscholen. Centraal instrument in het geheel is de tamtam, die in elk deel voorkomt. Het geluid van dit instrument vertoont een zekere overeenkomst met een golfbeweging (het instrument klinkt pas enkele momenten na de slag, dan breekt het geluid door en dan neemt de klank af om heel langzaam weg te sterven). In deel (3) voert de tuba de boventoon; als vertegenwoordiger van de walvis in de oceaan laat hij zijn lied horen. In dat deel moeten de strijkers hun partij niet alleen spelen maar ook meezingen.
Zoals vaker bij Rasmussen is de symfonie gebouwd op basis van volksliedjes van de Faeröer: Herr Sinklar en Jeg ligger her i stor elende (ik lig hier diep ongelukkig). Tijdens uitvoeringen van de symfonie worden luidsprekers van de synthesizers en twee percussionisten achter het publiek geplaatst; zodat de toehoorders ingesloten zijn door de klanken; een metafoor van de Faeröer in de Atlantische Oceaan.
De première op de Faeröer vond pas plaats in 2000 door het IJslands Symfonie Orkest. De symfonie won in 2002 de muziekprijs van de Nordic Council. In 2014 begon de componist aan Symfonie nr. 2.

## Samenstelling orkest
- 4x dwarsfluit, 4x klarinet, 4x hobo, 4x fagot
- 4x hoorn, 4x trompet, 4x trombone, 1x tuba
- 4x percussie
- 2x synthesizers
- minstens 12x 1e viool; 12x 2e viool, 10x altviool, 8x cello en 6x contrabas.

## Bron en discografie
- Uitgave Dacapo: Deens Radio Symfonieorkest onder leiding van Hannu Lintu.